# Nathalie Dechy
Nathalie Dechy (Les Abymes (Guadeloupe), 21 februari 1979) is een voormalig professioneel tennisspeelster uit Frankrijk. Dechy heeft een Frans-Canadese moeder en een Franse vader, en werd geboren op een eiland van Guadeloupe, dat Frans territorium is. Ze heeft naast de Franse ook de Canadese nationaliteit, maar kwam in toernooien altijd voor Frankrijk uit. Ze speelt tennis vanaf zesjarige leeftijd. Dechy werd gedurende 2007 een half jaar gecoacht door de Nederlander Martijn Bok. Hoewel ze in het enkelspel meer dan tweemaal zoveel wedstrijden (770) speelde als in het dubbelspel (372), behaalde ze in het dubbelspel betere resultaten: meer titels en een hogere ranking.
Dechy veroverde één titel in het enkelspel op de WTA-tour: in 2002/2003 op het toernooi van Gold Coast. Haar beste resultaat op de grandslamtoernooien is het bereiken van de halve finale op de Australian Open van 2005. Ze won wedstrijden onder meer van: Caroline Wozniacki (Roland Garros 2007), Svetlana Koeznetsova (Gold Coast 2004 en Zürich 2005) en Marion Bartoli (Parijs 2006).
Daarnaast won zij zeven titels in het dubbelspel. Hiervan waren twee grandslamtitels, beide behaald op de US Open. Dechy won dit toernooi zowel in 2006 als 2007, respectievelijk met Vera Zvonarjova en Dinara Safina. Van de overige vijf dubbelspeltitels behaalde ze er vier samen met Mara Santangelo.
In het gemengd dubbelspel won Dechy in 2007 de titel op Roland Garros met partner Andy Ram. Ze speelde sinds 2000 in het Franse Fed Cup team.
In 2000 en 2004 maakte ze deel uit van het Franse Olympisch team.

## Posities op deWTA-ranglijst
Positie per einde seizoen:
| jaar | rang enkel | rang dubbel |
| ---- | ---------- | ----------- |
| 2008 | 72         | 44          |
| 2007 | 69         | 13          |
| 2006 | 51         | 20          |
| 2005 | 12         | 103         |
| 2004 | 21         | 78          |
| 2003 | 29         | 35          |
| 2002 | 20         | 36          |
| 2001 | 44         | 70          |
| 2000 | 27         | 61          |
| 1999 | 25         | 157         |
| 1998 | 48         | 233         |
| 1997 | 90         | 156         |
| 1996 | 84         | 223         |
| 1995 | 294        | 619         |
| 1994 | 586        | 649         |

## Palmares
| Legenda                | Legenda                  |
| ---------------------- | ------------------------ |
| Grandslamtoernooi      |                          |
| Olympische Spelen      |                          |
| Year-End Championships |                          |
| tot 2009               | 2009 – 2020 / vanaf 2021 |
| Tier I                 | Premier Mandatory        |
| Tier II                | Premier Five / WTA 1000  |
| Tier III               | Premier / WTA 500        |
| Tier IV & V            | International / WTA 250  |
|                        | Challenger / WTA 125     |

### WTA-finaleplaatsen enkelspel
| nr.              | finale     | toernooi       | ondergrond | tegenstandster          | score         |         |
| ---------------- | ---------- | -------------- | ---------- | ----------------------- | ------------- | ------- |
| gewonnen finales |            |                |            |                         |               |         |
| 1.               | 2003-01-05 | WTA Gold Coast | hardcourt  | Marie-Gaianeh Mikaelian | 6-3, 3-6, 6-3 | details |
| verloren finales |            |                |            |                         |               |         |
| 1.               | 2000-02-27 | WTA Oklahoma   | tapijt (i) | Monica Seles            | 1-6, 6-7      | details |
| 2.               | 2000-04-16 | WTA Lissabon   | gravel     | Anke Huber              | 2-6, 6-1, 5-7 | details |
| 3.               | 2004-08-28 | WTA New Haven  | hardcourt  | Jelena Bovina           | 2-6, 6-2, 5-7 | details |
| 4.               | 2008-08-17 | WTA Cincinnati | hardcourt  | Nadja Petrova           | 2-6, 1-6      | details |

### WTA-finaleplaatsen dubbelspel
| nr.                                 | finale     | toernooi        | ondergrond    | partner         | tegenstandsters                               | score             |         |
| ----------------------------------- | ---------- | --------------- | ------------- | --------------- | --------------------------------------------- | ----------------- | ------- |
| gewonnen finales vrouwendubbelspel  |            |                 |               |                 |                                               |                   |         |
| 1.                                  | 2002-02-10 | WTA Parijs      | tapijt (i)    | Meilen Tu       | Jelena Dementjeva Janette Husárová            | walk-over         | details |
| 2.                                  | 2006-09-10 | US Open         | hardcourt     | Vera Zvonarjova | Dinara Safina Katarina Srebotnik              | 7-6, 7-5          | details |
| 3.                                  | 2007-05-20 | WTA Rome        | gravel        | Mara Santangelo | Roberta Vinci Tathiana Garbin                 | 6-4, 6-1          | details |
| 4.                                  | 2007-09-08 | US Open         | hardcourt     | Dinara Safina   | Chan Yung-jan Chuang Chia-jung                | 6-4, 6-2          | details |
| 5.                                  | 2009-01-10 | WTA Auckland    | hardcourt     | Mara Santangelo | Nuria Llagostera Vives Arantxa Parra Santonja | 4-6, 7-6, [12-10] | details |
| 6.                                  | 2009-03-08 | WTA Monterrey   | hardcourt     | Mara Santangelo | Iveta Benešová Barbora Záhlavová-Strýcová     | 6-3, 6-4          | details |
| 7.                                  | 2009-05-23 | WTA Straatsburg | gravel        | Mara Santangelo | Stéphanie Foretz Claire Feuerstein            | 6-0, 6-1          | details |
| verloren finales vrouwendubbelspel  |            |                 |               |                 |                                               |                   |         |
| 1.                                  | 2001-10-21 | WTA Bratislava  | hardcourt (i) | Meilen Tu       | Dája Bedáňová Jelena Bovina                   | 3-6, 4-6          | details |
| 2.                                  | 2002-02-17 | WTA Antwerpen   | tapijt (i)    | Meilen Tu       | Patty Schnyder Magdalena Maleeva              | 3-6, 7-6, 3-6     | details |
| 3.                                  | 2002-10-20 | WTA Bratislava  | hardcourt (i) | Meilen Tu       | Maja Matevžič Henrieta Nagyová                | 4-6, 0-6          | details |
| 4.                                  | 2003-01-05 | WTA Gold Coast  | hardcourt     | Émilie Loit     | Svetlana Koeznetsova Martina Navrátilová      | 4-6, 4-6          | details |
| 5.                                  | 2003-02-16 | WTA Antwerpen   | tapijt (i)    | Émilie Loit     | Kim Clijsters Ai Sugiyama                     | 2-6, 0-6          | details |
| 6.                                  | 2004-10-31 | WTA Linz        | hardcourt (i) | Patty Schnyder  | Janette Husárová Jelena Lichovtseva           | 2-6, 5-7          | details |
| 7.                                  | 2009-01-17 | WTA Sydney      | hardcourt     | Casey Dellacqua | Hsieh Su-wei Peng Shuai                       | 0-6, 1-6          | details |
| gewonnen finales gemengd dubbelspel |            |                 |               |                 |                                               |                   |         |
| 1.                                  | 2007-06-08 | Roland Garros   | gravel        | Andy Ram        | Katarina Srebotnik Nenad Zimonjić             | 7-5, 6-3          | details |
| verloren finales gemengd dubbelspel |            |                 |               |                 |                                               |                   |         |
| 1.                                  | 2009-01-31 | Australian Open | hardcourt     | Andy Ram        | Sania Mirza Mahesh Bhupathi                   | 3-6, 1-6          | details |

## Resultaten grandslamtoernooien
| Legenda | Legenda                          |
| ------- | -------------------------------- |
| g.t.    | geen toernooi gehouden           |
| l.c.    | lagere categorie                 |
| –       | niet deelgenomen                 |
| G       | uitgeschakeld in de groepsfase   |
| 1R      | uitgeschakeld in de eerste ronde |
| 2R      | uitgeschakeld in de tweede ronde |
| 3R      | uitgeschakeld in de derde ronde  |
| 4R      | uitgeschakeld in de vierde ronde |
| KF      | uitgeschakeld in de kwartfinale  |
| HF      | uitgeschakeld in de halve finale |
| F       | de finale verloren               |
| W       | het toernooi gewonnen            |
| w-v     | winst/verlies-balans             |

### Enkelspel
| Toernooi        | 1995 | 1996 | 1997 | 1998 | 1999 | 2000 | 2001 | 2002 | 2003 | 2004 | 2005 | 2006 | 2007 | 2008 | 2009 |
| --------------- | ---- | ---- | ---- | ---- | ---- | ---- | ---- | ---- | ---- | ---- | ---- | ---- | ---- | ---- | ---- |
| Australian Open | –    | –    | 1R   | 1R   | 1R   | 1R   | 1R   | 3R   | 3R   | 4R   | HF   | 1R   | 1R   | 1R   | 2R   |
| Roland Garros   | 1R   | 2R   | 1R   | 3R   | 3R   | 1R   | 3R   | 3R   | 3R   | 1R   | 3R   | 3R   | 2R   | 2R   | 1R   |
| Wimbledon       | –    | 1R   | 2R   | 1R   | 4R   | 3R   | 2R   | 3R   | 3R   | 3R   | 4R   | 1R   | 1R   | 2R   | 1R   |
| US Open         | –    | 2R   | 2R   | 4R   | 1R   | 2R   | 2R   | 3R   | 2R   | 3R   | 4R   | 1R   | 1R   | 1R   | –    |

### Vrouwendubbelspel
| Toernooi        | 1995 | 1996 | 1997 | 1998 | 1999 | 2000 | 2001 | 2002 | 2003 | 2004 | 2005 | 2006 | 2007 | 2008 | 2009 |
| --------------- | ---- | ---- | ---- | ---- | ---- | ---- | ---- | ---- | ---- | ---- | ---- | ---- | ---- | ---- | ---- |
| Australian Open | –    | –    | –    | 1R   | –    | 2R   | 1R   | 2R   | 3R   | –    | 1R   | 2R   | 3R   | 1R   | HF   |
| Roland Garros   | 1R   | 1R   | 1R   | 1R   | 1R   | KF   | 2R   | 2R   | KF   | –    | –    | KF   | 1R   | 2R   | 1R   |
| Wimbledon       | –    | –    | –    | –    | –    | KF   | 2R   | 2R   | 3R   | 2R   | 1R   | 1R   | 1R   | HF   | 1R   |
| US Open         | –    | –    | –    | –    | –    | –    | 2R   | 2R   | –    | –    | –    | W    | W    | 1R   | –    |

### Gemengd dubbelspel
| Toernooi        | 2000 | 2001 | 2002 |    | 2006 | 2007 | 2008 | 2009 |
| --------------- | ---- | ---- | ---- | -- | ---- | ---- | ---- | ---- |
| Australian Open | –    | –    | –    | HF | –    | HF   | F    |      |
| Roland Garros   | 1R   | –    | 2R   | –  | W    | 1R   | KF   |      |
| Wimbledon       | –    | 2R   | –    | –  | 3R   | KF   | –    |      |
| US Open         | –    | –    | –    | KF | KF   | 1R   | –    |      |